# Alexander Andreas Joseph von Nagy
Alexander Andreas Joseph von Nagy (* Oktober 1717 in Ungarn; † 22. Juni 1808 in Steinau (Kreis Wohlau)) war ein preußischer Generalleutnant.

## Leben

### Herkunft
Sein Vater war Sandor Nagy († 1760), der als Oberstleutnant im Husarenregiment Nr. 3 gestanden hatte.

### Militärkarriere
Nagy kam 1737 als Volontär in kaiserliche Dienste. 1737/39 kämpfte er im Feldzug gegen die Türken. 1741 wechselte er auf Empfehlung des Generals Winterfeldt mit seinen Brüdern in preußische Dienste. Dort wurde er am 6. Mai 1741 Unteroffizier im Husarenregiment „Hoditz“. Seine Brüder verließen Preußen aber bald wieder. Während des Ersten Schlesischen Krieges nahm er an den Gefechten bei Grottkau (verwundet), Neustatt und Troppau sowie der Belagerung von Cosel teil. Im Zweiten Schlesischen Krieg wurde er im Gefecht bei Habelschwerdt verwundet, des Weiteren kämpfte er bei Budin, Brunzlau, zudem in der Schlacht bei Hohenfriedberg. In der Zeit wurde er am 1. April 1745 zum Kornett befördert.
Am 27. Januar 1751 wurde Nagy Sekondeleutnant und am 23. April 1755 Premierleutnant. Im Siebenjährigen Krieg nahm er an den Belagerungen von Prag und Dresden teil und kämpfte bei den Schlachten von Prag, Kolin, Roßbach, Leuthen sowie in den Gefechten bei Neumarkt und Annaberg. In der Zeit wurde Nagy am 13. März 1758 Stabsrittmeister im Husarenregiment „von Szekely“.
Am 18. August 1763 stieg er zum Rittmeister auf und am 13. Dezember 1765 wurde er Major. Als solcher nahm Nagy 1778/79 am Bayerischen Erbfolgekrieg teil. Am 24. Mai 1787 wurde er Oberstleutnant, am 23. Mai 1789 Oberst, dazu erhielt er am 22. September 1789 den Orden Pour le Mérite bei einer Revue. Am 29. April 1791 feierte Nagy sein 50-jähriges Dienstjubiläum, dazu erhielt er Glückwünsche des Königs und 100 Bouteillen Ungarwein. Am 13. Juni 1792 wurde er dann noch zum Kommandeur des Husarenregiments „von Czettritz“ ernannt. Dazu kam am 1. Januar 1794 noch die Beförderung zum Generalmajor. Am 29. Mai 1794 nahm er noch am Feldzug in Polen teil, aber am 6. August 1794 erhielt er seine Demission mit dem Charakter als Generalleutnant mit einer Pension von 1200 Talern.
Am 31. Dezember 1796 schenkte der König ihm das Haus in Steinau, in dem er wohnte und er am 22. Juni 1808 verstarb.

### Familie
Nagy heiratete 1748 Barbara Eleonore von Pflugradt (* Juni 1731; † 11. März 1806). Das Paar hatte mehrere Kinder:
- Henriette (* 1749) ⚭  N.N. von Wartenberg, Major
- Alexander Friedrich Andreas (* 1750; † 13. Januar 1830), Rittmeister a. D.